# Juniorvärldsmästerskapet i ishockey 1976
Juniorvärldsmästerskapet i ishockey 1976 var den tredje inofficiella upplagan av JVM som arrangerades av IIHF. Turneringen spelades i Åbo och Raumo i Finland under perioden 26 december 1975 till 1 januari 1976.
Turneringen avgjordes genom att de fem kvalificerade lagen spelade en match mot respektive motståndarlag, totalt fyra matcher per lag. 
Turneringen startade med ett tufft spelande kanadensiskt lag som slog Finland med 4-1. Kanada inledde lika aggressivt mot Sverige och laget tog ledningen med 1-0. När slutsignalen gick hade dock Kanada förlorat med 1-17. Sverige lyckades inte lika bra i de följande matcherna utan det blev tre förluster i rad och laget hamnade sist i turneringen. Kanada kom tvåa efter Sovjetunionen, som för tredje turneringen i rad inte förlorade en match.
Kanada representerades av klubblaget Sheerbroke Beavers. I Sveriges lag ingick spelare som Bengt-Åke Gustafsson, Kent Nilsson, Hans Särkijärvi och Björn "Nalle" Johansson. Tränare för det svenska laget var Lennart "Tigern" Johansson.

## Resultat
| Datum            | Match                           | Res. | Periodres.  |
| ---------------- | ------------------------------- | ---- | ----------- |
| 26 december 1975 | Kanada - Finland                | 4-1  | 1-1,2-0,1-0 |
| 26 december 1975 | Sovjetunionen - Tjeckoslovakien | 3-2  | 0-2,2-0,1-0 |
| 28 december 1975 | Sverige - Kanada                | 17-1 | 3-1,9-0,5-0 |
| 29 december 1975 | Sovjetunionen - Sverige         | 5-2  | 2-2,2-0,1-0 |
| 29 december 1975 | Tjeckoslovakien - Finland       | 2-0  | 1-0,0-0,1-0 |
| 30 december 1975 | Sovjetunionen - Finland         | 6-4  | 4-0,0-0,2-4 |
| 30 december 1975 | Kanada - Tjeckoslovakien        | 5-4  | 0-1,1-2,4-1 |
| 31 december 1975 | Tjeckoslovakien - Sverige       | 4-2  | 3-0,0-2,1-0 |
| 1 januari 1976   | Finland - Sverige               | 7-2  | 2-0,1-2,4-0 |
| 1 januari 1976   | Sovjetunionen - Kanada          | 5-2  | 1-0,1-0,3-2 |
| JVM 1976 | JVM 1976        | Matcher | Vunna | Oavgj. | Förl. | Mål   | Poäng |
| -------- | --------------- | ------- | ----- | ------ | ----- | ----- | ----- |
| Guld     | Sovjetunionen   | 4       | 4     | 0      | 0     | 19-10 | 8     |
| Silver   | Kanada          | 4       | 2     | 0      | 2     | 12-27 | 4     |
| Brons    | Tjeckoslovakien | 4       | 2     | 0      | 2     | 12-10 | 4     |
| 4.       | Finland         | 4       | 1     | 0      | 3     | 12-14 | 2     |
| 5.       | Sverige         | 4       | 1     | 0      | 3     | 23-17 | 2     |

### Skytteliga
| Spelare                 | Land            | GP | G | A | Pts |
| ----------------------- | --------------- | -- | - | - | --- |
| Valerij Jevstifejev     | Sovjetunionen   | 4  | 5 | 3 | 8   |
| Karel Holý              | Tjeckoslovakien | 4  | 5 | 2 | 7   |
| Valeri Bragin           | Tjeckoslovakien | 4  | 3 | 3 | 6   |
| Sergej Podgortsev       | Sovjetunionen   | 4  | 2 | 4 | 6   |
| Matti Fors              | Finland         | 4  | 4 | 1 | 5   |
| Björn "Nalle" Johansson | Sverige         | 4  | 4 | 1 | 5   |

### Utnämningar

#### All-star lag
- Målvakt:  Pavel Švárny
- Backar:  Vasilj Pervuchin,  Björn "Nalle" Johansson
- Forwards: Peter Marsh,  Karel Holý,  Valerij Jevstifejev

#### IIHFval av bäste spelare
- Målvakt: Sergej Babariko
- Back: Vasilij Pervuchin
- Forward:  Valerij Jevstifejev